# Saint-Yvoine
Saint-Yvoine – miejscowość i gmina we Francji, w regionie Owernia-Rodan-Alpy, w departamencie Puy-de-Dôme.
Według danych na rok 1990 gminę zamieszkiwały 364 osoby, a gęstość zaludnienia wynosiła 41 osób/km² (wśród 1310 gmin Owernii Saint-Yvoine plasuje się na 496. miejscu pod względem liczby ludności, natomiast pod względem powierzchni na miejscu 855.).